# Karin Månsdotter (bok)
Karin Månsdotter (Kaarina Maununtytär) är en roman skriven av Mika Waltari 1943 (översatt till svenska samma år). Handlingen utspelar sig under senare hälften av 1500-talet då Erik XIV och Johan III regerade.
Huvudpersonen är drottningen Karin Månsdotter, Erik XIV:s gemål.